# Mohamed Choukri
Mohamed Choukri (in arabo محمد شكري‎?; Ayt Chiker, 15 luglio 1935 – Rabat, 15 novembre 2003) è stato uno scrittore marocchino, candidato per due volte al Premio Nobel per la letteratura.

## Biografia
Choukri nacque a Ayt Chiker, un piccolo e sperduto villaggio del Rif (una regione del Marocco settentrionale), il 15 luglio del 1935 in una poverissima famiglia berbera rifiana. Ancora molto piccolo, si trasferì con la propria famiglia in città, dapprima a Tétouan ed in seguito a Tangeri, con la speranza di trovare uno stile di vita più dignitoso. Fuggì, ancora ragazzino, dal padre despota e violento, diventando di fatto un bambino di strada, tanto che, fino all'età di 20 anni, non sapeva leggere né scrivere. Nel 1956 frequentò la scuola elementare a Larache, diventando poi egli stesso maestro elementare.
Negli anni sessanta conobbe Paul Bowles, Jean Genet e Tennessee Williams. Nel 1966 pubblicò il suo primo romanzo Violenza sulla spiaggia (Al-Unf ala al-shati). Il successo a livello internazionale arrivò nel 1973 con Il pane nudo (al-Khubz al-Hafi), che venne pubblicato nella traduzione inglese di Paul Bowles (For Bread Alone, 1973) e in quella francese di Tahar Ben Jelloun (Le pain nu, 1980) prima ancora che nell'originale arabo (1982). E alla sua uscita in Marocco venne ben presto censurato e vietato fino al 2000.
Si tratta infatti di un racconto autobiografico crudo e disincantato di una infanzia e prima giovinezza trascorse in ambienti di estremo degrado sociale e morale, con descrizioni esplicite di ogni genere di vizio e turpitudine, dalle frequentazioni di prostitute, pederasti e prosseneti alla consumazione di alcol e droghe, alla delinquenza spicciola per sopravvivere, il tutto in un contesto in cui la violenza e la sopraffazione sono la regola. Il pane nudo costituisce la prima parte di una sorta di "trilogia" autobiografica, cui fanno seguito Il tempo degli errori (Zaman Al-Akhtaâ, 1992) e Facce (Wujuh, 2000).
Choukri morì di cancro il 15 novembre 2003, all'età di 68 anni, presso l'ospedale militare di Rabat e venne seppellito 2 giorni dopo al cimitero Marshan di Tangeri.
È del 2005 il film Il pane nudo del regista algerino Rachid Benhadj tratto dall'omonimo romanzo di Choukri.

## Opere
- Violenza sulla spiaggia (Al-Unf ala al-shati, 1966)
- Il pane nudo (Al-Khubz al-Hafi, 1972), traduzione [dal francese] di Mario Fortunato, Roma/Napoli, Theoria, 1989, ISBN 88-241-0146-1. - Bompiani, Milano, 1992.
  - Il pane asciutto, trad. di I. Camera D'Afflitto e Fischione Fernanda, Collana Classici Contemporanei, Milano-Firenze, Bompiani, 2023, ISBN 978-88-301-0591-1.
- Il folle delle rose (Majnoun Al-Ward, 1980), traduzione di Salah Methnani, Roma/Napoli, Theoria, 1989, ISBN 88-241-0167-4.
- La tenda (Al-Khaima, 1985)
- Il tempo degli errori (Zaman Al-Akhtaâ, 1992), traduzione e cura di Maria Avino, Collana Confini, Roma/Napoli, Theoria, 1993, ISBN 88-241-0333-2.
- Jean Genet e Tennessee Williams a Tangeri, traduzione di Maria Avino, Milano, Il Saggiatore, 1995, ISBN 88-428-0240-9.
- Soco Chico (1996), traduzione dall'arabo e postfazione di Maria Avino, Roma, Jouvence, 1997, ISBN 88-78-01234-3.
- Facce (1996)
- "Sul treno" (inedito in arabo), in I. Camera d'Afflitto, Scrittori arabi del Novecento, Milano, Bompiani, 2002, p. 489-491.